# خسوف القمر يوليو 2001
| خسوف القمر الجزئي 5 يوليو 2001                                             | خسوف القمر الجزئي 5 يوليو 2001 |
| -------------------------------------------------------------------------- | ------------------------------ |
| يوضح هذا الرسم حركة القمر من اليمين إلى اليسار في الساعة من خلال ظل الأرض. |                                |
| سلسلة (وعضو)                                                               | 139 (21 من 81)                 |
| جاما                                                                       | -0.7287                        |
| ضخامة                                                                      | 0.499                          |
| المدة (hr: mn: sc)                                                         |                                |
| جزئي                                                                       | 2:42:52                        |
| Penumbral                                                                  | 5:22:07                        |
| جهات الاتصال ( UTC )                                                       |                                |
| P1                                                                         | 12:12:46                       |
| U1                                                                         | 13:35:38                       |
| أعظم                                                                       | 14:55:19                       |
| U4                                                                         | 16:14:54                       |
| ص 4                                                                        | 17:37:52                       |
| حركة القمر بالساعة عبر ظل الأرض في كوكبة القوس.                            |                                |

حدث خسوف جزئي للقمر في 5 يوليو 2001، وهو الثاني من ثلاثة خسوفات للقمر حدثت في عام 2001.

## كسوفات وخسوفات أخرى

### كسوفات وخسوفات أخرى 2001
- خسوف كلي للقمر في 9 يناير.[1]
- كسوف كلي للشمس في 21 يونيو.[1]
- خسوف جزئي للقمر في 5 يوليو.[1]
- كسوف حلقي للشمس يوم 14 ديسمبر.[1]
- خسوف قمري شبه خافت في 30 ديسمبر.[1]

### دورة السنة القمرية
| خسوفات القمر 1998–2002 | خسوفات القمر 1998–2002 | خسوفات القمر 1998–2002 | خسوفات القمر 1998–2002 | خسوفات القمر 1998–2002 | خسوفات القمر 1998–2002 | خسوفات القمر 1998–2002 | خسوفات القمر 1998–2002 | خسوفات القمر 1998–2002 |
| العقدة الهابطة         | العقدة الهابطة         | العقدة الهابطة         | العقدة الهابطة         |                        | العقدة الصاعدة         | العقدة الصاعدة         | العقدة الصاعدة         | العقدة الصاعدة         |
| ساروس                  | التاريخ                | النوع                  | غاما                   | ساروس                  | التاريخ                | النوع                  | غاما                   |                        |
| ---------------------- | ---------------------- | ---------------------- | ---------------------- | ---------------------- | ---------------------- | ---------------------- | ---------------------- | ---------------------- |
| 109                    | 08 أغسطس 1998          | خسوف شبه الظل          | 1.4876                 | 114                    | 1999 يوليو 31          | خسوف شبه الظل          | -1.0190                |                        |
| 119                    | 1999 يوليو 28          | خسوف جزئي              | 0.7863                 | 124                    | خسوف القمر يناير 2000  | خسوف كلي               | -0.2957                |                        |
| 129                    | خسوف القمر يوليو 2000  | خسوف كلي               | 0.0302                 | 134                    | خسوف القمر يناير 2001  | خسوف كلي               | 0.3720                 |                        |
| 139                    | خسوف القمر يوليو 2001  | خسوف جزئي              | -0.7287                | 144                    | خسوف القمر ديسمبر 2001 | خسوف شبه الظل          | 1.0732                 |                        |
| 149                    | خسوف القمر يونيو 2002  | خسوف شبه الظل          | -1.4440                |                        |                        |                        |                        |                        |
|                        |                        |                        |                        |                        |                        |                        |                        |                        |
| آخر مجموعة             | 1998 سبتمبر 06         | 1998 سبتمبر 06         | 1998 سبتمبر 06         | آخر مجموعة             | 1998 مارس 13           | 1998 مارس 13           | 1998 مارس 13           |                        |
|                        |                        |                        |                        |                        |                        |                        |                        |                        |
| المجموعة التالية       | 2002 مايو 26           | 2002 مايو 26           | 2002 مايو 26           | المجموعة التالية       | خسوف القمر نوفمبر 2002 | خسوف القمر نوفمبر 2002 | خسوف القمر نوفمبر 2002 |                        |

### دورة نصف ساروس
سوف يسبق خسوف القمر خسوف الشمس ويتبعه 9 سنوات و 5.5 أيام (نصف ساروس). يرتبط خسوف القمر هذا بخسوفين كليين للشمس من ساروس شمسي146.
| 30 يونيو 1992 | 11 يوليو 2010 |
| ------------- | ------------- |
|               |               |

### دورة ساروس
| الأكبر                                                                 | الأول          | الأول         | الأول         | الأول          |
| ---------------------------------------------------------------------- | -------------- | ------------- | ------------- | -------------- |
| أكبر خسوف لهذه الدورة سيحدث في 02 نوفمبر 2199، وسيستمر لمدة 102 دقيقة. | خسوف شبه الظل  | خسوف جزئي     | خسوف كلي      | خسوف مركزي     |
| أكبر خسوف لهذه الدورة سيحدث في 02 نوفمبر 2199، وسيستمر لمدة 102 دقيقة. | 09 ديسمبر 1658 | 03 يوليو 1947 | 17 أغسطس 2073 | 09 سبتمبر 2109 |
| أكبر خسوف لهذه الدورة سيحدث في 02 نوفمبر 2199، وسيستمر لمدة 102 دقيقة. | الآخر          |               |               |                |
| أكبر خسوف لهذه الدورة سيحدث في 02 نوفمبر 2199، وسيستمر لمدة 102 دقيقة. | خسوف مركزي     | خسوف كلي      | خسوف جزئي     | خسوف شبه الظل  |
| أكبر خسوف لهذه الدورة سيحدث في 02 نوفمبر 2199، وسيستمر لمدة 102 دقيقة. | 26 أبريل 2488  | 30 مايو 2542  | 25 أغسطس 2686 | 13 أبريل 3065  |

| 13 مايو 1911             | 13 مايو 1911             | 23 مايو 1929             | 23 مايو 1929             | 03 يونيو 1947 [الإنجليزية] | 03 يونيو 1947 [الإنجليزية] |
|                          |                          |                          |                          |                            |                            |
| 1965 Jun 14 [الإنجليزية] | 1965 Jun 14 [الإنجليزية] | 1983 Jun 25 [الإنجليزية] | 1983 Jun 25 [الإنجليزية] | خسوف القمر يوليو 2001      | خسوف القمر يوليو 2001      |
|                          |                          |                          |                          |                            |                            |
| خسوف القمر يوليو 2019    | خسوف القمر يوليو 2019    | 2037 Jul 27              | 2037 Jul 27              | 07 أغسطس 2055              | 07 أغسطس 2055              |
|                          |                          |                          |                          |                            |                            |
| 17 أغسطس 2073            | 17 أغسطس 2073            | 29 أغسطس 2091            | 29 أغسطس 2091            |                            |                            |
|                          |                          |                          |                          |                            |                            |

## روابط خارجية
- خسوف القمر في سلسلة ساروس 124